# Islam w Azerbejdżanie
Religią dominującą w Azerbejdżanie jest islam. Szacuje się, że w powyżej 10 milionowym, wielokulturowym społeczeństwie 96% osób wyznaje islam. Około 60–65% to muzułamnie szyiccy, a 35–40% to sunnici. Azerbejdżańscy szyici są drugą co do wielkości społecznością szyicką na świecie. Pierwsze miejsce zajmują Persowie. W Azerbejdżanie obowiązuje wolność wyznaniowa, a sam kraj uznawany jest za najmniej restrykcyjny kraj muzułmański. Zielony kolor we fladze kraju oznacza przynależność do świata muzułmańskiego.

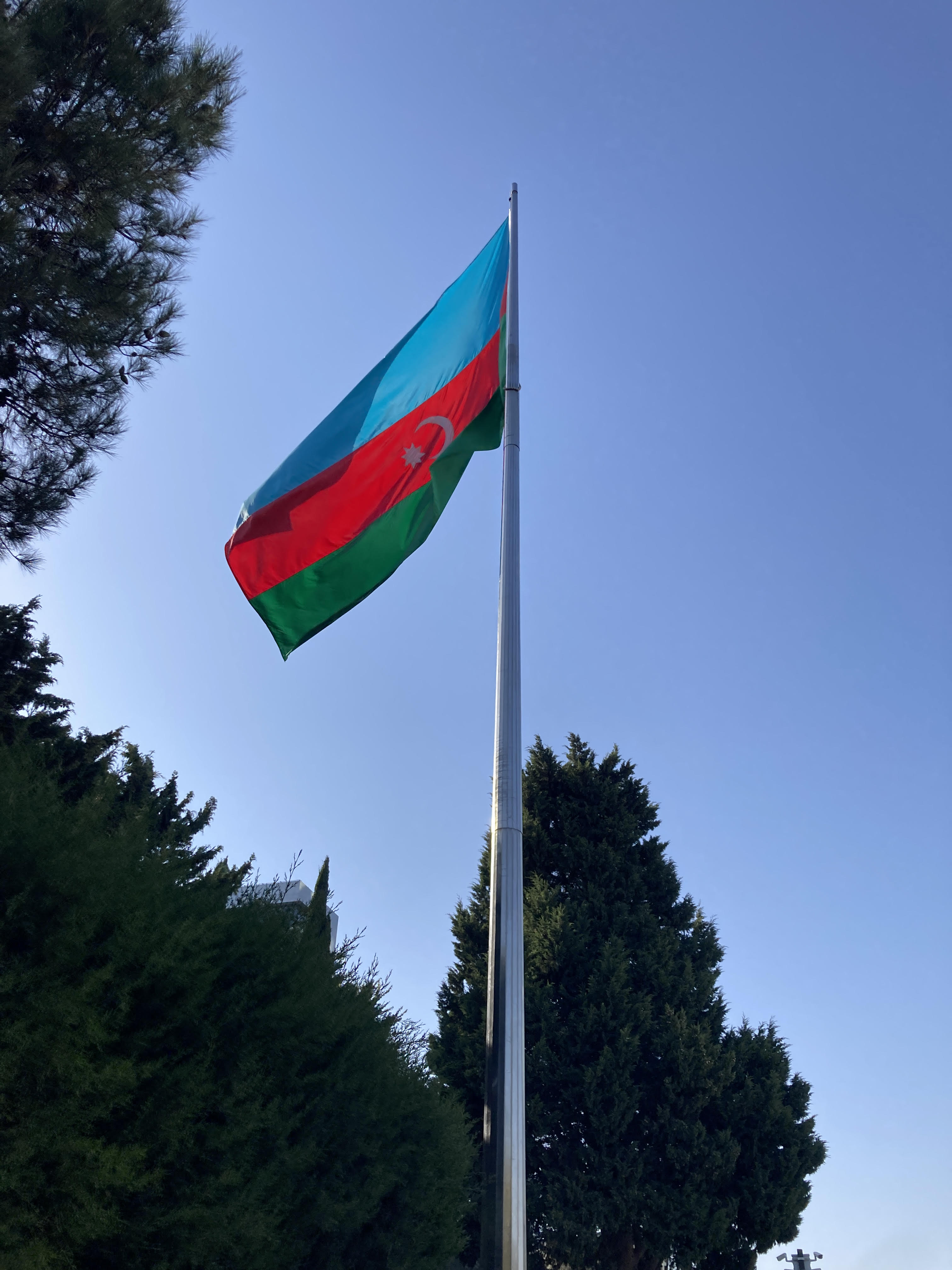
Flaga Azerbejdżanu

## Historia
Historia islamu w Azerbejdżanie rozpoczyna się od podbojów arabskich w VII w. Wcześniej na ziemiach Azerbejdżanu dominował głównie zoroastryzm. Do dzisiaj można znaleźć dawne sanktuaria ognia np. w Nardaran. Na północy rozprzestrzeniało się chrześcijaństwo. Przez mieszanie się dawnych wierzeń zoroastryzmu i szamanizmu, islam w wydaniu azerbejdżańskim miał charakter synkretyczny i mistyczny.
İsfəndiyar ibn Fərruxzad został pokonany przez Arabów, którzy zajęli m.in. Nachiczewan, Szyrwan, Nizinę Mugańską, Ardabil, Tebriz. Na początku podbój arabski ograniczał się m.in. do budowy meczetów, a sam proces islamizacji był długotrwały. Na bardziej opornych przyjęciu nowej religii mieszkańców północy Arabowie nakładali podatki. Najłatwiej islam rozprzestrzeniał się wśród kupców oraz rzemieślników, dzięki przywilejom jakie dostawali od Arabów. Po XI wieku zaczęły powstawać urzędy religijne i muzułmańska administracja. Na ziemiach Azerbejdżanu zaczęły pojawiać się muzułmańskie sekty. Powstawały ośrodki hurufitów. W XV wieku po objęciu rządów w Azerbejdżanie przez perską dynastię Safawidów oficjalną religią ustanowiono islam szyicki. Jednak kraj nie był jednolity religijne. Po upadku dynastii Azerbejdżan został podzielony na chanaty, północ wyznawała sunnizm, a południe, bliższe Iranowi wyznawało szyizm.
Od XIX wieku prowadzona była chrystianizacja i rusyfikacja. Część Azerbejdżanu znalazła się pod wpływami imperium rosyjskiego.

### Czasy ZSRR
Od 1920 r. Azerbejdżan, jako Azerbejdżańska Socjalistyczna Republika Radziecka wchodził w skład Związku Radzieckiego. Od tego momentu władze radzieckie toczyły walkę z religią. Starano się ateizować ludność. Religia zniknęła z życia publicznego. Mimo to, islam przeniósł się do sfery prywatnej, co miało duży wpływ na późniejsze przebudzenie się religijności wśród Azerów. Za czasów radzieckich doszło do zmiany alfabetu arabskiego na cyrylicę, co odcięło ludność od literatury muzułmańskiej. Dodatkowo rząd radziecki burzył i zamykał meczety, prześladował wierzących, walczył z muzułmańskimi strojami kobiet, powołując się na hasła emancypacji kobiet. W roku 1954 Powstał Duchowny Zarząd Muzułmanów Zakaukazia, który miał za zadanie walczyć z laicyzacją państwa.
W latach 80 i 90 XX w. islam zaczął przechodzić do życia publicznego. W 1985 roku zarejestrowanych było 18 meczetów i 53 wspólnoty religijne, w tym też te niezwiązane z islamem. Powstawały islamskie partie polityczne. Od 1980 r. za najwyższą strukturę religijną w Azerbejdżanie odpowiedzialny jest Zarząd muzułmanów Kaukazu. Na czele stoi szeikh-ul-islam-Allahshukur Pashazadeh.
Po rozpadzie Związku Radzieckiego, 19 października 1992 r. uchwalono ustawę o wolności wyznania, dodatkowo wszelkie organizacje religijne podporządkowano Zarządowi Muzułmanów Kaukazu. Pojawiła się wówczas niechęć ludności do religii oraz strach przed islamskimi radykalnymi grupami. Dopiero za prezydentury Hejdara Alijewa ponownie nastąpiło odrodzenie się religijności wśród Azerów.

## Islam obecnie
Dzisiaj kraj ten jest świecki, islam nie odgrywa dużej roli. Artykuł 18 konstytucji republiki Azerbejdżanu oznajmia, że religia oddzielona jest od państwa, a propaganda religijna jest zabroniona. Powstała też ustawa o wolności religijnej, zgodnie z którą w art. 48 konstytucji każdy z obywateli ma prawo do dowolnej, swobodnej wiary. Zgodnie z konstytucją stowarzyszenia religijne muszą zostać zarejestrowane. W 2001 r. podpisano dekret i utworzono Państwową Komisję do spraw Pracy ze Stowarzyszeniami Wyznaniowymi. Dzisiaj zarejestrowanych jest tam 941 wspólnot wyznaniowych, z czego 906 jest muzułmańskich. Obecnie w Azerbejdżanie znajduje się ponad 2000 meczetów, a 300 z nich jest chronione jako zabytek kulturowy i historyczny.
Azerbejdżan w 1991 r. stał się członkiem Organizacji Współpracy Islamskiej. W tym samym roku dołączył do Islamskiej Światowej Organizacji Edukacji, Nauki i Kultury. Od 1990 rozpoczął pracę Centrum Studiów Islamskich Irszad, wspierany finansowo przez Arabię Saudyjską. Centrum zajmuje się szerzeniem kultury muzułmańskiej, m.in. poprzez wydawanie książek, organizowanie konferencji.
Azerbejdżan jest krajem wielonarodowym. Każda mniejszość wyznaje swoją religię lub jeden z odłamów islamu. Największą mniejszością jest lud kaukaski Lezgini, którzy są sunnitami. Inne mniejszości to m.in. Awarowie, Cachurzy, Ingilojcy wyznawcy islamu sunnickiego. Tałyszowie wyznają islam szyicki.
Pomimo podziału na szyitów i sunnitów duża część ludności opowiada się za byciem po prostu muzułmanami, bez utożsamiania się z żadnym z odłamów. Często spotykane jest też modlenie się szyitów i sunnitów w tych samych meczetach. Jednakże na przestrzeni lat zainteresowanie islamem rośnie, szczególnie wśród młodego pokolenia.

## Statystyki
W przeprowadzanych spisach ludności nie jest uwzględniana wiara. Na podstawie pochodzenia ludzi określa się wyznawaną przez nich religię. Z czego około 96% to wyznawcy islamu. 60–65% to szyici. Większość z nich opowiada się za nurtem imamizmu, szkoły dżafaryckiej. 35–40% muzułmanów to sunnici. Podzieleni na szkołę szaficką i hanaficką.

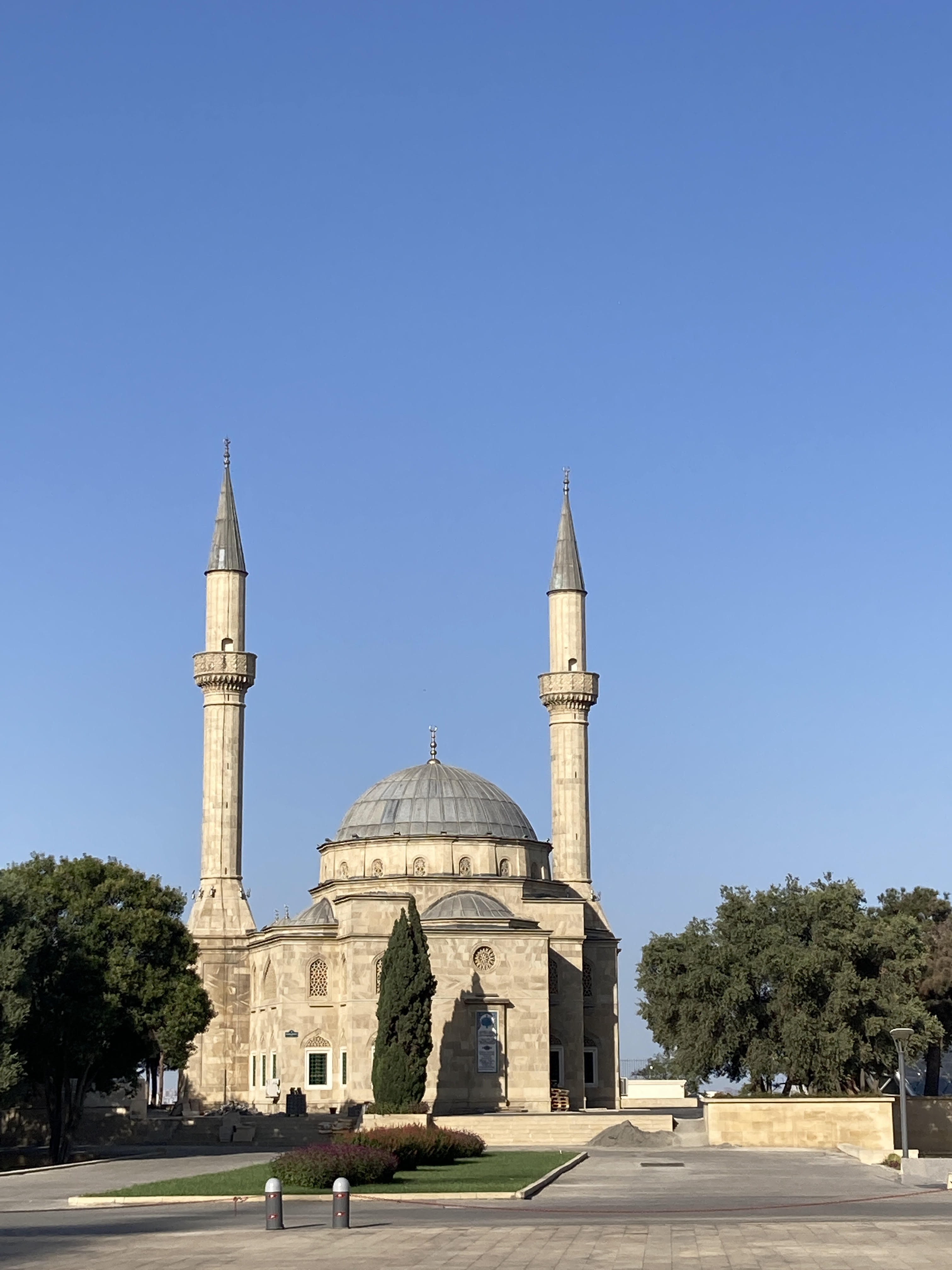
Meczet Şəhidlər Xiyabanı Məscidi znajdujący się w Baku

Według sondażu z 2011 roku 38,5% osób uznało się za szyitów, a 14% za sunnitów. 49,5% nie utożsamiła się z żadnym z odłamów. W roku 2013 odbyto badanie Barometr Kaukazu, na pytanie o religijność ludzi 41% uznało się za niereligijnych, a 27% za religijnych. Wśród osób w wieku 18-35 tylko 9% uznało się za bardzo religijnych, a 18% za niereligijnych. Tylko 1% odpowiedziało, że uczęszcza w piątkowych modlitwach, a 20%, że nie robi tego nigdy.

## Edukacja religijna
Istnieje Islamski Uniwersytet Baku oraz wydział teologiczny w Bakijskim Uniwersytecie Państwowym, który powstał w 1992 roku. Edukacja publiczna jest świecka zgodnie z konstytucją. Jest zarejestrowanych 10 szkół religijnych oraz 155 kursów Koranu.

## Źródła
- http://multikulturalizm.gov.az/az/post/1129/azerbaycanda-islam.html
- http://multikulturalizm.gov.az/az/post/1126/ingiloylar.html
- https://www.hurriyet.com.tr/egitim/azerbaycan-bayragi-anlami-nedir-bayrakta-hangi-renkler-bulunur-renklerinin-anlamlari-42099605
- Brataniec, Katarzyna (2019), „Współczesny islam w Azerbejdżanie – ciągłość czy zmiana w kontekście praw człowieka” [Bogusława Bednarczyk (red.)] Kraków: Krakowskie Studia Międzynarodowe, 115-130
- https://islamansiklopedisi.org.tr/avarlar
- https://azerbaijan.az/related-information/213
- https://islamansiklopedisi.org.tr/lezgiler
- https://bakuresearchinstitute.org/islam-and-youth-in-azerbaijan-2/#_edn15
- https://azerbaijan.az/related-information/212
- Rohoziński, Jerzy i in. „Islam na obszarze postradzieckim” [Anna Łabuszewska (red.)] Warszawa: Ośrodek Studiów Wschodnich, 2003, 61-66.
- Ter-Abrahamian, Hrant, „On the Formation of the National Identity of the Talishis in Azerbaijan Republic. Iran and the Caucasus.” Brill: 2005.